# 텍사스주의 주지사

텍사스주지사의 문장

텍사스주의 주지사(영어: Governor of Texas)는 텍사스주 정부의 수장이며 텍사스주에서 선출된 최고위직 공무원이다. 주지사는 주 정부의 행정부 및 입법부의 리더이며 텍사스 군의 총사령관이다. 현 주지사는 2015년 취임한 그레그 애벗(Greg Abbott)이다.

## 자격
텍사스주지사가 되려는 사람은 누구나 다음 자격을 충족해야 한다.
- 30세 이상이어야 한다.
- 선거 전 최소 5년 동안 텍사스주 주민이어야 한다.

텍사스주지사는 텍사스에 등록된 유권자에 의해 직접 선출되며 임기는 4년이다. 이들은 선거 후 1월 세 번째 화요일에 취임하며, 이는 이전 주지사 임기가 만료되는 날이기도 하다.